# Scopula umbratilinea
Scopula umbratilinea är en fjärilsart som beskrevs av W. Warren 1901. Scopula umbratilinea ingår i släktet Scopula och familjen mätare. Inga underarter finns listade.